# Antonio de Azlor y Marimón
Antonio de Azlor y Marimón (ur. 1697, zm. 1774) był hiszpańskim wojskowym i dyplomatą.
W latach 1750–1754 pełnił funkcję ministra pełnomocnego królestwa Hiszpanii w Wiedniu.